# Bas-Intyamon
Bas-Intyamon est une commune suisse du canton de Fribourg, située dans la vallée de l'Intyamon, dans le district de la Gruyère.

## Histoire
Bas-Intyamon est issue de la fusion effectuée le 1er janvier 2004 entre les anciennes communes d'Enney, Estavannens et Villars-sous-Mont.

## Géographie

Photo aérienne de Villars-sous-Mont (1964)

Selon l'Office fédéral de la statistique, Bas-Intyamon mesure 3 331 ha. 2,8 % de cette superficie correspond à des surfaces d'habitat ou d'infrastructure, 48,8 % à des surfaces agricoles, 39,8 % à des surfaces boisées et 8,7 % à des surfaces improductives.
Bas-Intyamon est limitrophe de Grandvillard, Gruyères, Haut-Intyamon et Val-de-Charmey.
Bas-Intyamon dispose de deux gares : Enney et Villars-sous-Mont des transports publics fribourgeois avec la ligne Palézieux-Bulle-Montbovon.

## Démographie
Selon l'Office fédéral de la statistique, Bas-Intyamon compte 1 701 habitants en 2023. Sa densité de population atteint 51 hab./km2.
Le graphique suivant résume l'évolution de la population de Bas-Intyamon entre 1850 et 2008 (incluant les communes fusionnées pendant cette période) :